# Пчола (тижневик)
«Пчола» — літературно-науковий тижневик, виходив у Львові від 7 травня до 3 листопада 1849 (19 чисел).
Видавець і редактор Іван Гушалевич, серед співробітників: Яків Головацький, Богдан Дідицький, Йосип Лозинський, Іван Наумович, А. Петрушевич, А. Могильницький, І. Товарницький та інші. 
«Пчола» друкувалася частково живою народною мовою, частково язичієм.